# 다당제
다당제(多黨制, Multi-party system)는 정당제의 일종으로, 3개 이상의 정당이 존재하는 형식의 정치 형식을 따른다.

## 개요
고전적인 정치학에서는 양당제를 이상적인 정치체제로 인식하였으나, 현대에 들어서면서 다당제가 다양한 의견들을 수렴하여 합의의 정치를 할 수 있다는 점에서 바람직한 정치체제로 부상하고 있다.
- 의석이 있는 정당의 숫자가 3개 이상이면서, 그 중 1~2개의 정당만이 정권을 독점하지 않는 형태
- 의석이 있는 정당의 숫자가 3개 이상이면서, 과반을 차지한 정당이 없는 상태

프랑스와 같은 국가가 이런 다당제 국가에 속한다. 양당제에 비하여 소수 의견이 더욱 폭 넓게 받아들여질 수 있다는 장점이 있다.

## 조반니 사르토리의 이론
다당제 또한 그 특징에 따라 분극적 다당제와 분절적 다당제로 나뉜다.

### 분극적 다당제
분극적 다당제의 특징으로 사르토리는 아래와 같은 것들을 들고 있다.
- 적실성 있는 반 체계 정당이 있다.
- 이념적으로 대치되는 야당이 있다.
- 중도적 이념을 장악하는 하나의 정당 혹은 정당군이 있다.
- 다극적 상호작용이 있다.

이런 특징이 가장 잘 나타나는 국가는 이탈리아이다. 이런 분극적 다당제의 특징은 안정된 정치연합의 형성을 방해한다.

### 분절적 다당제
온건 다당제라고도 불린다. 그 특징은 아래와 같다.
- 적실성 있는 반 체계 정당이 없다.
- 적실성 있는 정당의 숫자가 많고 상호 연합의 가능성이 열려있다.
- 구심력 있는 경쟁구도를 가진다.

이런 특징은 북유럽 국가들에서 잘 나타나고 있다.

## 주된 국가
- 네덜란드
- 이탈리아
- 스위스
- 프랑스
- 벨기에
- 중화민국

## 같이 보기
- 정치조직

## 참고
1. ↑  《Parties and Party System》 Giovanni Sartori (1976)